# We Are Domi
We Are Domi, znany także jako Domi (stylizowane na DOMI) – norwesko-czeski zespół muzyczny, wykonujący muzykę electropop, założony w 2016 w Wielkiej Brytanii, z siedzibą w Czechach. Reprezentanci Czech w 66. Konkursie Piosenki Eurowizji (2022) z utworem „Lights Off”.
Zespół składa się z wokalistki Dominiki Haškovej (córki emerytowanego czeskiego hokeisty Dominika Haška), gitarzysty Caspra Hatlestada z Stavanger oraz klawiszowca Benjamina Rekstada z Nesodden. Trójka poznała się podczas studiów na Leeds College of Music.

## Historia
Zespół powstał w 2016, początkowo z myślą o jednorazowym projekcie studentów Leeds College of Music. Członkowie zespołu pochodzą z Czech i Norwegii.
6 grudnia 2021 ogłoszono, że zespół (jako jeden z siedmiu zakwalifikowanych uczestników) weźmie udział w czeskich preselekcjach do Konkursu Piosenki Eurowizji ESCZ 2022 z utworem „Lights Off”. Zwycięzca selekcji został wyłoniony na podstawie głosów międzynarodowego jury (50%) oraz głosów międzynarodowej publiczności (25%) i głosów czeskiej publiczności (25%), którzy mogli głosować od 7 do 15 grudnia za pośrednictwem oficjalnej aplikacji Konkursu Piosenki Eurowizji. 16 grudnia 2021 zespół wygrał finał selekcji, uzyskując 21 punktów, tym samym zostając reprezentantem Czech w 66. Konkursie Piosenki Eurowizji w Turynie. 12 maja wystąpili jako ostatni w kolejności w drugim półfinale konkursu i z czwartego miejsca zakwalifikowali się do finału, który został rozegrany 14 maja. Wystąpili w nim z pierwszym numerem startowym i zajęli 22. miejsce po zdobyciu 38 punktów w tym 5 punktów od telewidzów (21. miejsce) i 33 pkt od jurorów (19. miejsce).

## Dyskografia

### Single
| Rok                                                      | Tytuł                   | Najwyższe pozycje na listach | Najwyższe pozycje na listach | Najwyższe pozycje na listach | Najwyższe pozycje na listach | Najwyższe pozycje na listach | Album |
| Rok                                                      | Tytuł                   | CZE                          | CZE (Top 50 CZ)              | LTU                          | SWE                          | UK Down.                     | Album |
| -------------------------------------------------------- | ----------------------- | ---------------------------- | ---------------------------- | ---------------------------- | ---------------------------- | ---------------------------- | ----- |
| 2019                                                     | „Let Me Follow”         | –                            | –                            | –                            | –                            | –                            | –     |
| 2019                                                     | „Wouldn't That Be Nice” | –                            | –                            | –                            | –                            | –                            | –     |
| 2020                                                     | „I'm Not Alright”       | –                            | –                            | –                            | –                            | –                            | –     |
| 2020                                                     | „Someone New”           | –                            | –                            | –                            | –                            | –                            | –     |
| 2021                                                     | „Come Get Lost”         | –                            | –                            | –                            | –                            | –                            | –     |
| 2021                                                     | „Lights Off”            | 17                           | 5                            | 43                           | –                            | 27                           | –     |
| „–” oznacza, że singel nie był notowany na danej liście. |                         |                              |                              |                              |                              |                              |       |